# Hamilton (Washington)
Hamilton is een plaats (town) in de Amerikaanse staat Washington, en valt bestuurlijk gezien onder Skagit County.

## Demografie
Bij de volkstelling in 2000 werd het aantal inwoners vastgesteld op 309.
In 2006 is het aantal inwoners door het United States Census Bureau geschat op 361, een stijging van 52 (16,8%).

## Geografie
Volgens het United States Census Bureau beslaat de plaats een oppervlakte van
2,6 km², geheel bestaande uit land. Hamilton ligt op ongeveer 29 m boven zeeniveau.

## Plaatsen in de nabije omgeving
De onderstaande figuur toont nabijgelegen plaatsen in een straal van 24 km rond Hamilton.